# چوی کوان سو
چوی کوان سو (کره‌ای: 최권수؛ زادهٔ ۵ اکتبر ۲۰۰۴) بازیگر اهل کره جنوبی است. او حرفهٔ بازیگری خود را به عنوان بازیگر خردسال آغاز کرد.

## فیلم‌شناسی

### فیلم
| سال  | عنوان | نقش                 |
| ---- | ----- | ------------------- |
| ۲۰۱۶ | هیا   | لی جین سانگ (جوانی) |

### مجموعه تلویزیونی
| سال  | عنوان             | نقش                  |
| ---- | ----------------- | -------------------- |
| ۲۰۱۴ | روزهای شگفت‌انگیز  | کانگ دونگ وون        |
| ۲۰۱۴ | آواز فردا         | چا یو جین (جوانی)    |
| ۲۰۱۵ | سوپر ددی یول      | لی مین وو            |
| ۲۰۱۵ | جونگ میونگ        | هونگ جو وون (جوانی)  |
| ۲۰۱۵ | تابستان برادر     | چوی دونگ گیل         |
| ۲۰۱۶ | یک پایان شاد دیگر | سونگ سو هیوک (جوانی) |
| ۲۰۱۷ | خانم کامل         | گو جین ووک           |
| ۲۰۱۷ | بهار دال سون      | سو هیون دو (جوانی)   |
| ۲۰۱۸ | شاهزاده بزرگ      | لی کانگ (جوانی)      |
| ۲۰۱۸ | جراحان قلب        | پارک ته سو (جوانی)   |
| ۲۰۲۰ | گل شیطان          | بک هی سونگ (جوانی)   |

## جوایز و نامزدی‌ها
| سال  | مراسم جوایز                       | دسته               | اثر نامزد شده    | نتیجه    | منابع |
| ---- | --------------------------------- | ------------------ | ---------------- | -------- | ----- |
| ۲۰۱۴ | سومین جوایز ستارگان ای‌پی‌ای‌ان      | بهترین بازیگر جوان | روزهای شگفت‌انگیز | برنده    | [ ۲ ] |
| ۲۰۱۴ | بیست و هشتمین جوایز درامای کی‌بی‌اس | بهترین بازیگر جوان | روزهای شگفت‌انگیز | نامزدشده |       |
| ۲۰۱۵ | بیست و نهمین جوایز درامای کی‌بی‌اس  | بهترین بازیگر جوان | تابستان برادر    | برنده    |       |